# Border Radio
Border Radio é um filme independente norte-americano dirigido por Allison Anders, Dean Lent e Kurt Voss e lançado em 1987.

## Resumo
Um documento dos últimos dias do punk rock da Costa Oeste dos Estados Unidos, a história segue dois músicos e um roadie que não receberam dinheiro para roubar dinheiro de um clube e um foge para o México, deixando sua esposa e filha para trás.

## Produção
O trio se conheceu enquanto faziam o filme de Wim Wenders, Paris Texas, de 1984, e convocou várias celebridades dos anos 80 como Wenders e Daryl Hannah para apoio financeiro, mas a maior parte veio do ator (e amigo da família de Voss) Vic Tayback.

## Trilha sonora
O filme apresenta músicas de bandas e artistas cowpunk, incluindo Flesh Eaters, Green on Red, John Doe, The Divine Horsemen, X e os The Blasters. 

## Elenco
- Chris D. como Jeff Bailey
- Chris Shearer como Chris
- Dave Alvin como Dave
- Devon Anders como Devon
- Luanna Anders como Lu
- Iris Berry como Scenester
- Julie Christensen como garota na porta
- John Doe como Dean
- Eddie Flowers como bandido
- Green on Red como banda no clube
- Texacala Jones como babá
- Chuck Shepard como expatriado
- Sebastian Sopeland como bandido
- Craig Stark como bandido